# Under ørkenens sol
Under ørkenens sol er en amerikansk stumfilm fra 1919 af Arthur Rosson.

## Medvirkende
- Louise Glaum sos Mignon
- Matt Moore som John Stanley
- Edwin Stevens som Alexis
- Pat Moore
- Nigel De Brulier som Mustapha